# Большой Каменный

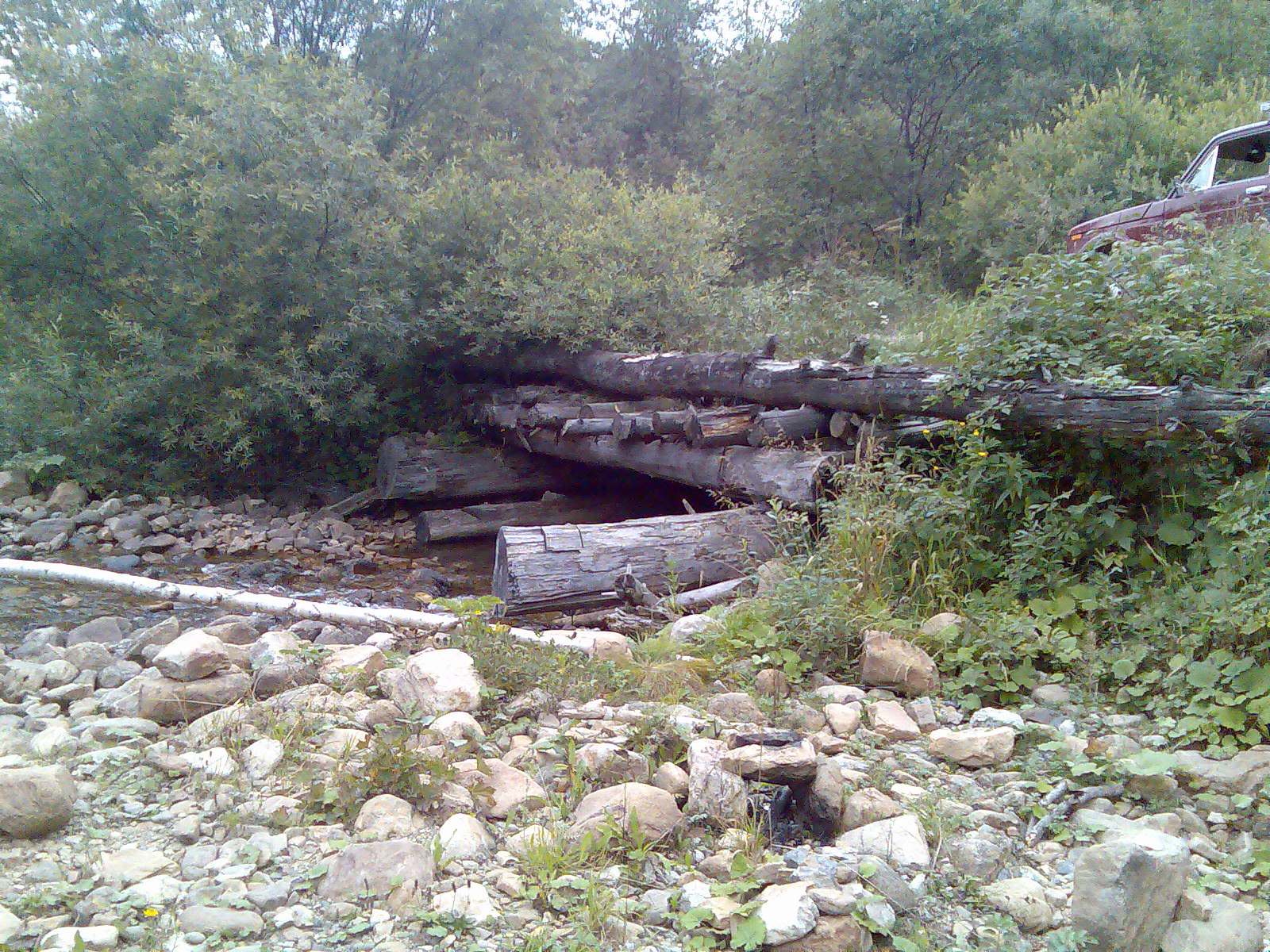
Мост через Большой Каменный ручей, находится в 6 км от Тюлюк

Большо́й Ка́менный — ручей в Катав-Ивановском районе Челябинской области. Приток Юрюзани.
Начинается на хребте Зигальга, где представляет собой курум. Затем течёт в направлении горы Большой Пасынок, ниже — Малый Пасынок. Весной и после летних дождей ручей полноводен, брод через него затруднён.
Через водоток возле посёлка Тюлюк переброшен бревенчатый мост.